# Pochodna arytmetyczna
Pochodna arytmetyczna, pochodna liczbowa – w teorii liczb jest to funkcja zdefiniowana dla liczb całkowitych, która bazuje na ich rozkładzie na czynniki pierwsze poprzez analogię wobec reguły Leibniza, używanej w analizie matematycznej.
Istnieje wiele wersji pochodnej arytmetycznej. Oprócz tej, która jest opisana w tym artykule (pochodna arytmetyczna Lagariasa), istnieją również m.in. pochodne arytmetyczne Ihary i Buiuma.

## Wczesna historia
Pochodna arytmetyczna została wprowadzona przez hiszpańskiego matematyka imieniem Josè Mingot Shelly w 1911 roku Ten koncept pojawił się również w Putnam Competition w 1950 roku.

## Definicja
Dla liczb naturalnych {\displaystyle n,} pochodna arytmetyczna {\displaystyle D(n)} jest zdefiniowana w sposób następujący:
- {\displaystyle D(0)=D(1)=0,}
- {\displaystyle D(p)=1} dla dowolnej liczby pierwszej {\displaystyle p,}
- {\displaystyle D(mn)=nD(m)+mD(n)} dla dowolnych {\displaystyle m,n\in \mathbb {N} .}

## Rozszerzenie poza liczby naturalne
Edward J. Barbeau rozszerzył dziedzinę do wszystkich liczb całkowitych przez pokazanie, że równanie {\displaystyle D(-n)=-D(n),} które jednoznacznie zwiększyłoby dziedzinę do liczb całkowitych, jest zgodne z równaniem funkcji pochodnej arytmetycznej. Barbeau również rozszerzył domenę do liczb wymiernych poprzez pokazanie, że metoda obliczania pochodnej funkcji wymiernej daje dobrze zdefiniowaną pochodną arytmetyczną na zbiorze {\displaystyle \mathbb {Q} {:}}
{\displaystyle D\left({\frac {m}{n}}\right)={\frac {nD(m)-mD(n)}{n^{2}}}}.
Victor Ufnarovski i Bo Åhlander rozszerzyli dziedzinę do liczb niewymiernych, które mogą być zapisane jako iloczyn liczb pierwszych podniesiony do arbitralnej potęgi wymiernej, co pozwala na kalkulację takich wyrażeń jak {\displaystyle D({\sqrt {3}})}.
Pochodna arytmetyczna może być również rozszerzona do każdego pierścienia z jednoznacznością rozkładu (UFD, pierścień Gaussa), takich jak liczby całkowite Gaussa lub liczby całkowite Eisensteina, oraz jego powiązanego ciała ułamków. Jeżeli pierścień Gaussa jest pierścieniem wielomianów, wtedy pochodna arytmetyczna jest tym samym, co pochodzenie na tym pierścieniu. Na przykład zwykła pochodna jest pochodną arytmetyczną dla pierścieni jednoelementowych rzeczywistych i zespolonych wielomianów i funkcji wymiernych, co może zostać udowodnione używając zasadniczego twierdzenia algebry.
Pochodna arytmetyczna została również rozszerzona do pierścienia klas reszt.

## Podstawowe właściwości
Reguła Leibniza implikuje, że {\displaystyle D(0)=0} (zakładając {\displaystyle m=n=0}) oraz {\displaystyle D(1)=0} (zakładając {\displaystyle m=n=1}).
Podobnie jak w przypadku zwyczajnej pochodnej, istnieje wzór powiązany z potęgą nad różniczkowanym elementem. Dla dowolnych liczb całkowitych {\displaystyle k} i {\displaystyle n\geqslant 0{:}}
{\displaystyle D(k^{n})=nk^{n-1}D(k).}
Pozwala to na obliczenie wartości pochodnej z rozkładu liczby całkowitej na liczby pierwsze, {\displaystyle x=\Pi _{i=1}^{\omega (x)}p_{i}^{\nu _{p_{i}}(x)}{:}}
{\displaystyle D(x)=\sum _{i=1}^{\omega (x)}\left[\nu _{p_{i}}(x){\Big (}\prod _{j=1}^{i-1}p_{j}^{\nu _{p_{j}}(x)}{\Big )}p_{i}^{\nu _{p_{i}}-1}{\Big (}\prod _{j=i+1}^{\omega (x)}p_{j}^{\nu _{p_{j}}(x)}{\Big )}\right]=\sum _{i=1}^{\omega (x)}{\frac {\nu _{p_{i}}(x)}{p_{i}}}x=\sum _{p|x}{\frac {\nu _{p}(x)}{p}}x}
gdzie {\displaystyle \omega (x),} funkcja omega liczb pierwszych, jest liczbą różnych czynników pierwszych {\displaystyle x,} a {\displaystyle \nu _{p}(x)} jest p-adycznym szacunkiem {\displaystyle x.}
Przykłady:
{\displaystyle D(60)=D(2^{2}\cdot 3\cdot 5)={\Big (}{\frac {2}{2}}+{\frac {1}{3}}+{\frac {1}{5}}{\Big )}\cdot 60=92,}
{\displaystyle D(81)=D(3^{4})=4\cdot 3^{3}\cdot D(3)=4\cdot 27\cdot 1=108.}
Ciąg liczbowy poszczególnych wartości dla {\displaystyle k=0,1,2,...} (Sekwencja A003415 w OEIS) zaczyna się następująco:
{\displaystyle 0,0,1,1,4,1,5,1,12,6,7,1,16,1,9,...}

## Powiązane funkcje
Pochodna logarytmiczna {\displaystyle ld(x)={\frac {D(x)}{x}}=\sum _{p|x}{\frac {\nu _{p}(x)}{p}}} jest w pełni addytywną funkcją: {\displaystyle ld(x\cdot y)=ld(x)+ld(y).}
Cząstkowa pochodna arytmetyczna {\displaystyle x} po {\displaystyle p} definiowana jest jako {\displaystyle x'_{p}={\frac {\nu _{p}(x)}{p}}x,} a więc pochodna arytmetyczna może zostać zapisana jako {\displaystyle D(x)=\sum _{p|x}x'_{p}.}
Arytmetyczna funkcja {\displaystyle f} jest addytywną Leibniza jeżeli istnieje taka kompletnie mnożna funkcja {\displaystyle h_{f},} że {\displaystyle f(mn)=f(m)h_{f}(n)+f(n)h_{f}(m)} dla wszystkich dodatnich liczb całkowitych {\displaystyle m} oraz {\displaystyle n.} Argumentem za tym konceptem jest fakt, że funkcje addytywne Leibniza są generalizacją pochodnej arytmetycznej {\displaystyle D;} szczegółowiej, {\displaystyle D} jest addytywną Leibniza dla {\displaystyle h_{D}(n)=n.}

## Nierówności i granice
E.J. Barbeau zbadał granice pochodnej arytmetycznej i odkrył, że:
{\displaystyle D(n)\leqslant {\frac {n\log _{2}n}{2}}\quad {}} oraz {\displaystyle {}\quad D(n)\geqslant \Omega (n)n^{\frac {\Omega (n)-1}{\Omega (n)}}}
gdzie {\displaystyle \Omega (n),} funkcja omega liczb pierwszych, jest liczbą czynników pierwszych {\displaystyle n.} W obu powyższych przypadkach równość występuje, gdy {\displaystyle n} jest potęgą dwójki.
Dahl, Olsson i Loiko odkryli, że pochodna arytmetyczna liczby naturalnej jest ograniczona przez
{\displaystyle D(n)\leqslant {\frac {n\log _{n}n}{p}},}
gdzie {\displaystyle p} jest najmniejszym czynnikiem pierwszym {\displaystyle n.} Równość występuje, gdy {\displaystyle n} jest potęgą liczby {\displaystyle p.}
Alexander Loiko, Jonas Olsson i Niklas Dahl odkryli również, że nie jest możliwe znalezienie podobnych granic dla pochodnej arytmetycznej poszerzonej o liczby wymierne. Dokonali tego przez udowodnienie, że pomiędzy dwoma dowolnymi liczbami wymiernymi istnieją inne liczby wymierne o arbitralnie wielkich lub małych pochodnych (oznacza to, że pochodna arytmetyczna nie jest funkcją ciągłą w {\displaystyle \mathbb {Q} }).

## Rząd średniej
Wiemy, że
{\displaystyle \sum _{n\leqslant x}{\frac {D(n)}{n}}=T_{0}x+O(\log x\log \log x)}
oraz
{\displaystyle \sum _{n\leqslant x}D(n)=\left({\frac {1}{2}}\right)T_{0}x^{2}+O(x^{1+\delta })}
dla dowolnego {\displaystyle \delta >0,} gdzie
{\displaystyle T_{0}=\sum _{p}{\frac {1}{p(p-1)}}.}

## Znaczenie dla teorii liczb
Victor Ufnarovski i Bo Åhlander uszczegółowili powiązanie tej funkcji z przypuszczeniami w teorii liczb. Przykładowo, hipoteza liczb pierwszych bliźniaczych implikuje istnienie nieskończenie wielu {\displaystyle k,} dla których {\displaystyle D^{2}(k)=1,} a hipoteza Goldbacha wiąże się z implikacją, że dla każdego {\displaystyle k>1} istnieje takie {\displaystyle n,} że {\displaystyle D(n)=2k}.